# Margarita Kirillowna Morosowa

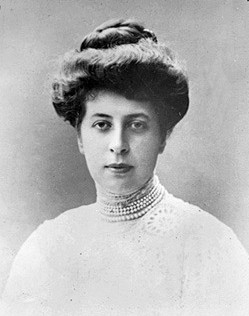
Margarita Morosowa (1907)

Margarita Kirillowna Morosowa (russisch Маргари́та Кири́лловна Моро́зова, geborene Mamontova (russisch Ма́монтова); * 22. Oktoberjul. / 3. November 1873greg. in Moskau; † 3. Oktober 1958 ebenda) war eine russische Kunst-Mäzenin, Philanthropin, Kunstsammlerin, Autorin, Kunst-Kritikerin und Herausgeberin.

## Leben

### Jugend
Margarita Kirillowna wurde, wie auch ihre Schwester Jelena, im Hause ihres reichen Verwandten, des Kaufmanns und Kunstsammlers Dmitri Petrowitsch Botkin (1829–1889), geboren. Ihr Vater Kirill Nikolajewitsch Mamontow gehörte zu der bedeutenden Kaufmannsfamilie Mamontow, zu der auch Sawwa Iwanowitsch Mamontow gehörte. Allerdings verlor der Vater sein Vermögen durch wilde Spekulationen, floh als Bankrotteur nach Monte Carlo, wo er sich dem Spiel hingab und 1877 in Marseille durch Suizid endete. Seine mittellose 25-jährige Witwe Margarita Ottowna geb. Löwenstein (1852–1897, Tochter des Otto Anton Löwenstein aus der deutschen katholischen Gemeinde in Moskau) brachte sich mit ihren beiden Töchtern durch Nadelarbeit, Nähkurse und später durch Betrieb einer Nähfabrik durch. Die Mutter war zwar katholisch, aber wegen des orthodoxen Vaters wurden die Töchter entsprechend dem Gesetz orthodox erzogen.
Im Alter von 13 Jahren trat Margarita Kirillowna wie auch ihre Schwester in das Moskauer Petropawlowskaja-Gymnasium ein. Erst jetzt kamen die Schwestern wieder in Kontakt mit der väterlichen Verwandtschaft. Insbesondere ihr Onkel Pawel Michailowitsch Tretjakow, der Gründer der Tretjakow-Galerie, führte sie in die Künste ein. Margarita besuchte Konzerte von Anton Rubinstein, italienische Opern im Bolschoi-Theater und im Opernhaus ihres Onkels Sawwa Iwanowitsch Mamontow sowie Dramen im Maly-Theater, wo die Schauspielerin Marija Nikolajewna Jermolowa und andere glänzten. Als häufiger Gast im Hause Anatol Iwanowitsch Mamontows lernte sie verschiedene Künstler kennen, insbesondere Walentin Alexandrowitsch Serow, Michail Alexandrowitsch Wrubel und die Brüder Sergei Alexejewitsch Korowin und Konstantin Alexejewitsch Korowin. Bei ihrem Onkel Iwan Nikolajewitsch Mamontow (1846–1899), Direktor der Farbwerke der Familie, wurde Margarita bekannt mit dem Musik-Kritiker Nikolai Kaschkin (1839–1920), dem bedeutenden Musik-Herausgeber Peter Jurgenson (1836–1904) und dem Komponisten Hermann Laroche (1845–1904).

### Ehejahre

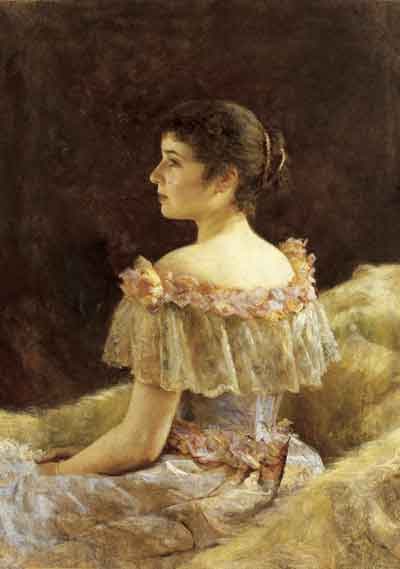
Margarita Morosowa bei Stemberg (1893).

Margarita Kirillowna heiratete 1891 aus der Schar ihrer Verehrer den 21-jährigen reichen Erben – und Studenten der Moskauer Universität – Michail Abramowitsch Morosow (1870–1903) aus der bedeutenden Kaufmannsfamilie Morosow, zu der auch Sawwa Timofejewitsch Morosow gehörte. Sie folgte weiter ihrer Theaterleidenschaft, und sie begann, Gemälde zu sammeln. Zu den engsten Freunden der Familie gehörte der Maler Walentin Alexandrowitsch Serow. Sie lernte Lew Tolstoi kennen, der sie bat, die Duchoborzen in Kanada zu unterstützen. Mit Tolstois Frau Sofja Andrejewna Tolstaja, einer Cousine der Mamontows, besuchte sie Konzerte und lud sie zu ihren Privatkonzerten ein. Sie lernte Tschaikowski kennen und begeisterte sich für die Musik Wagners, sodass sie mit ihrem Mann die Bayreuther Festspiele besuchte. Sie bekam drei Kinder (1892, 1895, 1897) und hörte Vorlesungen über Geschichte und russische Literatur.
In ihrem Salon empfing Margarita Kirillowna häufig Künstler, insbesondere Abram Jefimowitsch Archipow, Konstantin Alexejewitsch Korowin, Walentin Alexandrowitsch Serow, die Brüder Apollinari Michailowitsch Wasnezow und Wiktor Michailowitsch Wasnezow, Sergei Arsenjewitsch Winogradow, Wassili Iwanowitsch Surikow und Paolo Troubetzkoy, den Tenor Leonid Witaljewitsch Sobinow, ihren kunstsammelnden Schwager Iwan Abramowitsch Morosow und den Großfürsten Sergei Alexandrowitsch Romanow.

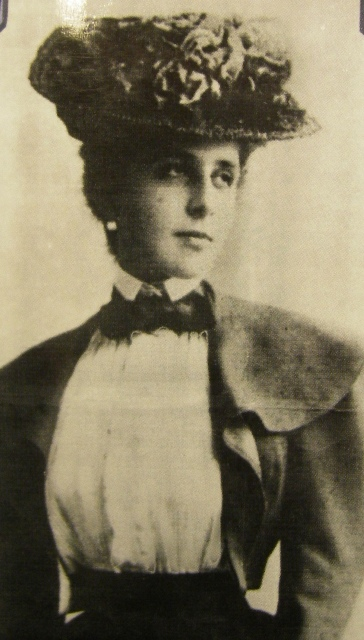
Margarita Kirillowna Morosowa.

Im Winter 1895–1896 lud Margarita Kirillowna durch Vermittlung des Konservatorium-Direktors Wassili Iljitsch Safonow den jungen Pianisten Alexander Nikolajewitsch Skrjabin ein, der dann häufiger Gast in ihren Musik-Soireen wurde. 1901 nach der ersten Aufführung Skrjabins 1. Sinfonie unter Safonow suchte sie für sich einen Musiklehrer, und Safonow empfahl ihr Skrjabin. Sie nahm nun Klavier-Stunden bei Skrjabin, die allerdings bald stockten wegen einer Zyste im Handgelenk, sodass sie zu ihrem großen Bedauern keine Pianistin werden konnte. Trotzdem gab Skrjabin ihr weiter Unterricht unter Verzicht auf Bezahlung.

### Witwenjahre
1903 starb Margarita Kirillownas Mann, von dem sie nicht nur drei Millionen Rubel erbte, sondern auch dessen Amt als Direktor des Moskauer Konservatoriums. Im Januar 1904 gebar Margarita Kirillowna ihr viertes und letztes Kind, die Tochter Marusja. Danach reiste sie in ihrem Trauerjahr mit ihren Kindern und zahlreichen Bediensteten zu einem einjährigen Aufenthalt in die Schweiz, wo Skrjabin für sie ein Haus in Nyon gefunden hatte. Abgesehen von den Unterrichtsstunden bei Skrjabin machte sie die Bekanntschaft des Kunstsammlers Sergei Iwanowitsch Schtschukin, und sie kam in näheren Kontakt mit ihrem kunstsammelnden Schwager Iwan Abramowitsch Morosow.

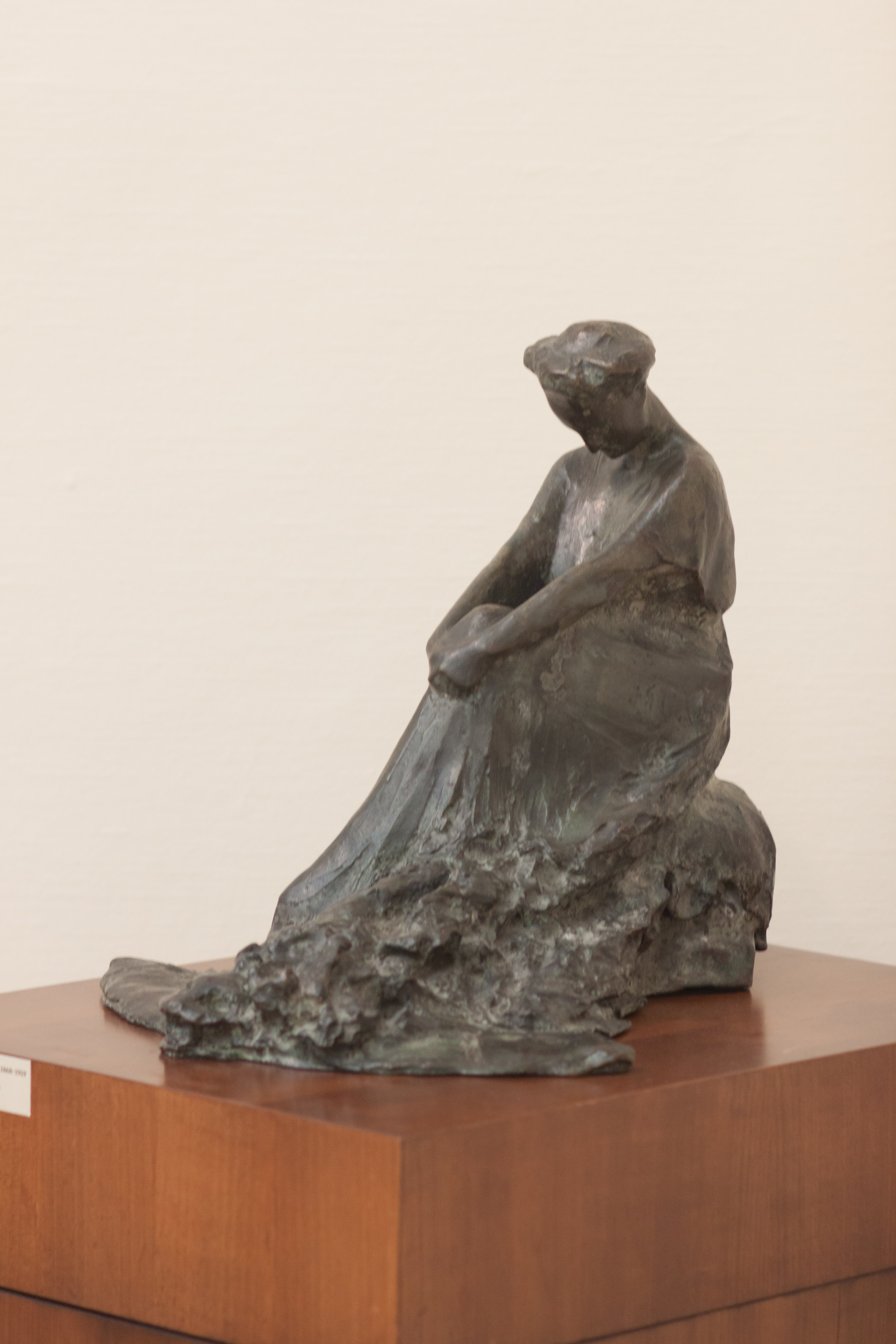
Margarita Morosowa (K. F. Kracht, 1905, Tretjakow-Galerie)

Nach Margarita Kirillownas Rückkehr nach Moskau machte sie 1905, beunruhigt durch den Zustand der russischen Gesellschaft, die Revolution 1905 und den Russisch-Japanischen Krieg, ihr Haus zu einem politischen Zentrum, wo die Verfassungen der europäischen Länder und der USA und auch der Sozialismus diskutiert wurden. Zu den Gästen und Rednern gehörten Pawel Nikolajewitsch Miljukow, Fürst Georgi Jewgenjewitsch Lwow, Dmitri Sergejewitsch Mereschkowski und sogar Mitglieder der marxistischen RSDRP. Diese Versammlungen wurden bald von den Behörden verboten, wie Andrei Bely in seinen Erinnerungen schrieb. Im Mai 1905 fand in ihrem Haus die Allrussische Semstwo-Konferenz mit 300 Delegierten statt, auf die das Oktobermanifest und die Gründungen der Partei der Oktobristen und der Konstitutionell-Demokratische Partei folgten.
Margarita Kirillowna wurde von dem Dichter Andrei Bely sehr verehrt, über den sie den Komponisten und Pianisten Nikolai Karlowitsch Medtner kennenlernte. Sie war in engem Kontakt mit Skrjabin geblieben und unterstützte ihn 1904–1908 mit einer Jahresrente von zwei Millionen Rubel, so dass Skrjabin mit seiner Familie in die Schweiz übersiedeln konnte, um frei schaffen zu können. Nach Skrjabins Tod 1915 finanzierte sie das Skrjabin-Museum in Moskau, und sie unterstützte eine Zeit lang Mitglieder seiner Familie.
In ihren Gesprächen mit Pawel Nikolajewitsch Miljukow, der ihr Klavierspiel auf der Violine begleitete, vertrat Margarita Kirillowna Arthur Schopenhauers Philosophie und interessierte sich für Elemente der Mystik und Esoterik, die sie auch in der Musik von Skrjabin sah, wie Miljukow in seinen Erinnerungen berichtete. Im November 1905 gründete sie zusammen mit Sergei Nikolajewitsch Bulgakow, Fürst Jewgeni Trubezkoi, Nikolai Alexandrowitsch Berdjajew, Pawel Alexandrowitsch Florenski und anderen die Moskauer Philosophisch-Religiöse Gesellschaft Wladimir Solowjow. Mit Fürst Jewgeni Trubezkoi entwickelte sie eine engere Freundschaft, und sie gründete die Moskauer Wochenzeitung für Politik und soziale Fragen mit ihm als Chefredakteur (1906–1910). 1910 begann sie die Herausgabe der Schriftenreihe Der Weg (russisch Путь) mit Jewgeni Trubezkois Die Weltanschauung Wladimir Solowjows.
1910 schenkte Margarita Kirillowna der Galerie ihres Onkels Tretjakow einen großen Teil der Gemäldesammlung ihres Mannes und verkaufte ihr großes luxuriöses Haus, um sich in einem kleineren normaleren Haus einzurichten. Schon 1909 hatte sie sich ein kleines Landgut im Gouvernement Kaluga nicht weit vom Besitz Jewgeni Trubezkois gekauft, wo sie den größten Teil des Jahres verbrachte.

### Nach der Revolution
Margarita Kirillowna akzeptierte die Oktoberrevolution. Ihr Haus wurde verstaatlicht, jedoch wurden ihr zwei Erdgeschoss-Räume zugestanden, in denen sie mit ihrer Schwester Jelena wohnte. Als 1926 das Haus dänische Botschaft wurde, behielt sie die Räume und nahm an den Empfängen des Botschafters teil. Der Botschafter bot ihr die dänische Staatsbürgerschaft an, die sie aber ablehnte. 1930 mussten die Schwestern das Haus verlassen und lebten nun in ihrer Datsche am Rande Moskaus. Margaritas Kinder waren emigriert bis auf ihren Sohn Michail Michailowitsch, genannt Mika (1897–1952), der sowjetischer Literat und Shakespeare-Spezialist wurde. Während des Krieges teilten sich die Schwestern und Michail einen Raum in einem Haus in der Nähe von Margaritas Geburtshaus.
Nach dem Kriege ging Margarita Kirillowna weiter ihren Musikinteressen nach und besuchte einmal im Monat das Moskauer Konservatorium. In den 1950er Jahren schrieb sie Artikel über Skrjabin, und sie begann, ihre Erinnerungen zu verfassen, vor allem im Hinblick auf ihre Beziehungen zu Andrei Bely, Skrjabin und die Brüder Medtner, den Komponisten Nikolai Karlowitsch Medtner und den Musik-Kritiker Emilius Medtner (1872–1936). Ihre Werke wurden in der Sowjetunion nur teilweise veröffentlicht, insbesondere ihre Skrjabin-Artikel 1972. Die vollständige Veröffentlichung erfolgte erst nach dem Ende der Sowjetunion.
Ihre letzten Lebensjahre verbrachte Margarita Kirillowna in bitterster Armut nur mit finanzieller Hilfe von Freunden. Am 1. Oktober 1958 erlitt sie einen Schlaganfall, an dessen Folgen sie zwei Tage später starb.